# Lancia Musa
Lancia Musa – samochód osobowy typu minivan klasy aut miejskich produkowany przez włoską markę Lancia w latach 2004 – 2012.

## Historia i opis modelu

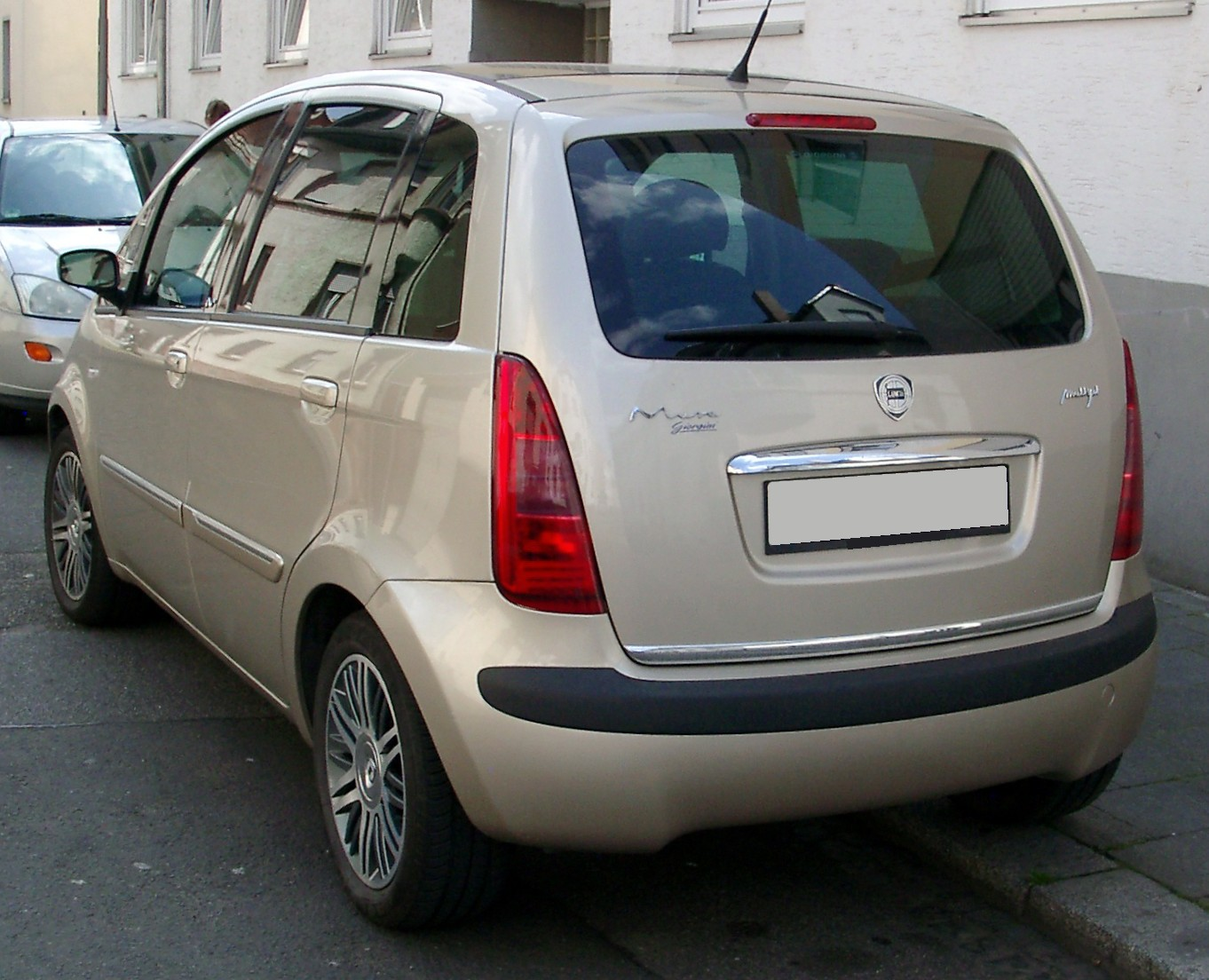
Lancia Musa – tył

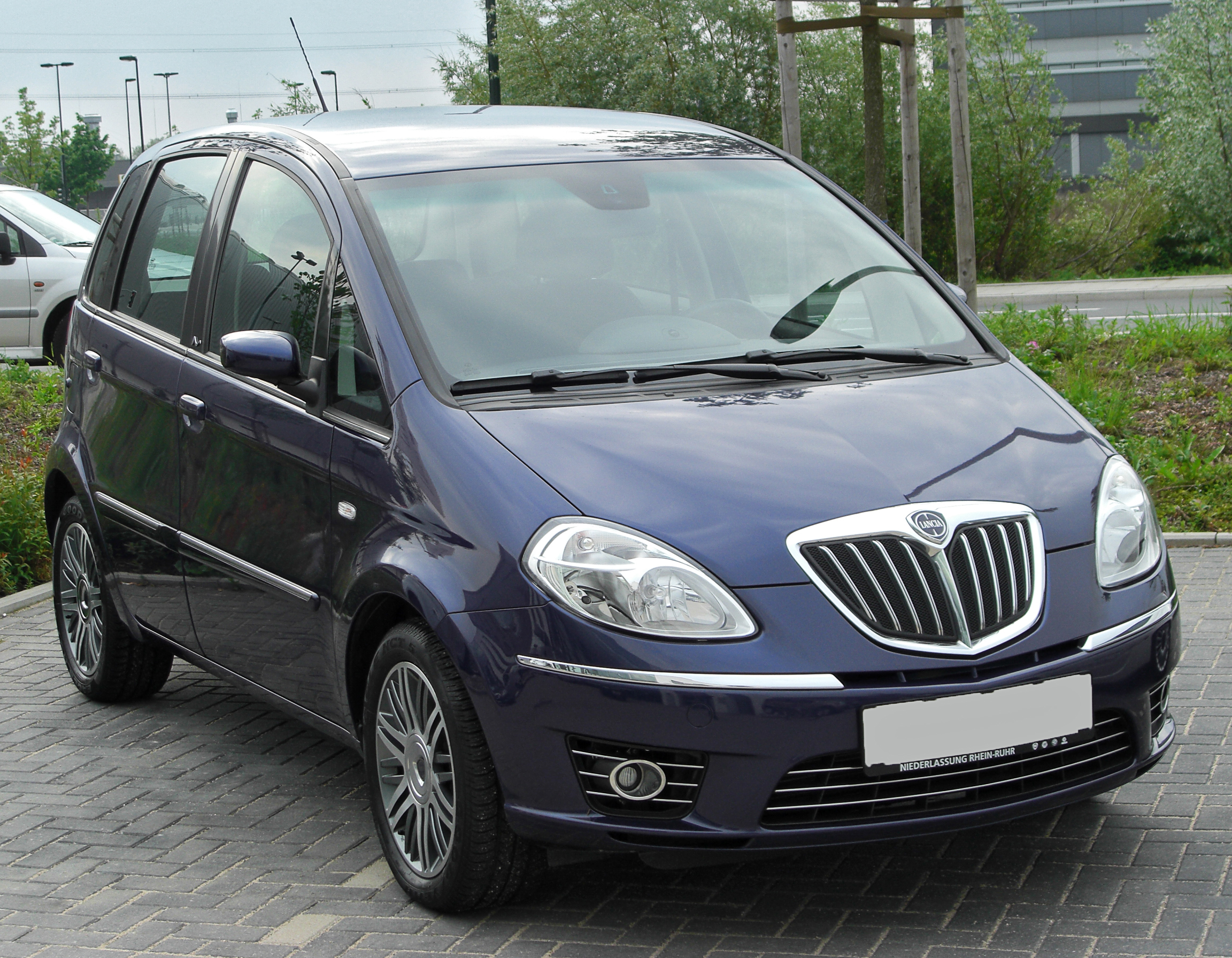
Lancia Musa po liftingu

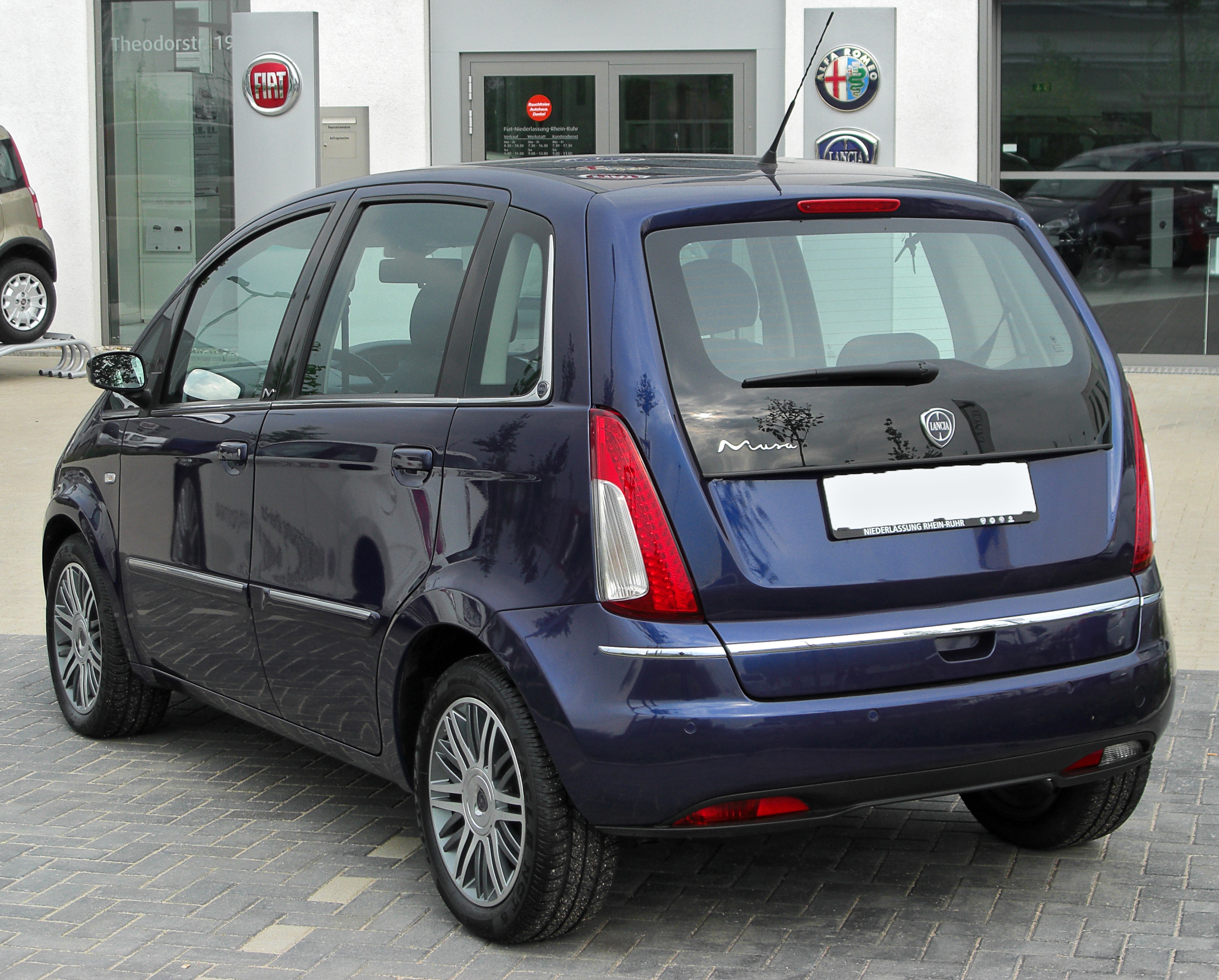
Lancia Musa – tył po liftingu

Samochód został po raz pierwszy oficjalnie zaprezentowany podczas targów motoryzacyjnych w Genewie na początku 2004 roku. Zbudowany został na bazie płyty podłogowej modelu Fiat Punto II i jest luksusową odmianą bliźniaczego modelu Fiat Idea.
Forma i zawartość samochodu mają odkrywać typowo włoską atmosferę, mieszankę elegancji i nieformalnego stylu, swobody, luksusu i naturalności, co ma zapewnić podróżującym dobre samopoczucie.
Sam producent miał problem ze stwierdzeniem przynależności Musy do konkretnego auto segmentu. Samochód według producenta prezentuje się jako auto subkompaktowe, choć oferujące kilka dodatkowych centymetrów przestrzeni. Wewnątrz zaś ma aspirować komfortem jazdy i wyposażeniem do aut luksusowych. Sam producent w jednym ze spotów reklamowych określił auto jako "pierwsza miejska limuzyna". Jednak ze względu na jednoznaczne określenie segmentu bliźniaczej Idei, samochód uznaje się po prostu za miejskiego minivana.

### Modernizacje
Pod koniec 2007 roku auto przeszło face lifting. Zwiększony został przedział bagażowy pojazdu, który urósł z 320 do 390 l. Zastosowane zostały zupełnie nowe lampy tylne wykonane w technologii LED oraz obniżony został próg załadunku. Z przodu pojazdu zastosowanych zostało więcej chromowanych elementów, zwiększono również możliwości personalizacji pojazdu, dodano lakiery z kontrastującym dachem, a we wnętrzu pojawił się system Blue&Me.
W 2010 roku do gamy jednostek napędowych dołączył silnik 1.3 MultiJet o mocy 95 KM wyposażona opcjonalnie w system Start&Stop.

### Wersje wyposażeniowe
- Argento
- Oro
- Platino
- 5th Avenue – wersja limitowana
- POLTRONA FRAU

Standardowe wyposażenie pojazdu obejmuje m.in. system ABS i EBD, 2 poduszki powietrzne, wspomaganie kierownicy, elektryczne sterowanie szyb przednich, klimatyzację manualną, radioodtwarzacz CD/MP3 oraz skórzaną kierownicę i dźwignię zmiany biegów.
Opcjonalnie auto wyposażyć można było m.in. w elektryczne sterowanie szyb tylnych, podgrzewane lusterka zewnętrzne, wielofunkcyjną kierownice, elektrycznie otwierany szklany dach, system nawigacji satelitarnej, system audio firmy Bose, tempomat, system ESP, dwustrefową klimatyzację, czujnik deszczu i zmierzchu oraz skórzaną tapicerkę.

### Silniki
| Model                 | Pojemność skokowa [cm³] | Typ silnika        | Rodzaj silnika     | Moc maksymalna [KM] (kW) przy obr./min | Maks. moment obrotowy [Nm] przy obr./min | Przyspieszenie 0-100 km/h [s] | Prędkość maks. [km/h] |                    |                    |
| Silniki benzynowe:    | Silniki benzynowe:      | Silniki benzynowe: | Silniki benzynowe: | Silniki benzynowe:                     | Silniki benzynowe:                       | Silniki benzynowe:            | Silniki benzynowe:    | Silniki benzynowe: | Silniki benzynowe: |
| --------------------- | ----------------------- | ------------------ | ------------------ | -------------------------------------- | ---------------------------------------- | ----------------------------- | --------------------- | ------------------ | ------------------ |
| 1.4 Starjet 8V        | 1368                    | R4                 | wolnossący         | 77 (57)/5800                           | 115/3000                                 | 13,5                          | 163                   |                    |                    |
| 1.4 Starjet 16V       | 1368                    | R4                 | wolnossący         | 95 (70)/5800                           | 128/4500                                 | 11,5                          | 178                   |                    |                    |
| Silniki wysokoprężne: |                         |                    |                    |                                        |                                          |                               |                       |                    |                    |
| 1.3 Multijet 16V      | 1248                    | R4                 | turbodoładowany    | 70 (51)/4000                           | 180/1750                                 | 15,4                          | 159                   |                    |                    |
| 1.3 Multijet 16V      | 1248                    | R4                 | turbodoładowany    | 95 (70)/4000                           | 200/1750                                 | 12,5                          | 175                   |                    |                    |
| 1.6 Multijet 16V      | 1598                    | R4                 | turbodoładowany    | 120 (88)/4000                          | 300/1500                                 | 9,9                           | 190                   |                    |                    |
| 1.9 Multijet 8V       | 1910                    | R4                 | turbodoładowany    | 101 (74)/4000                          | 260/1750                                 | 11,5                          | 179                   |                    |                    |